# Om Touk
Om Touk (khmer : ពិធីបុណ្យអុំទូក) est une fête qui se déroule au Cambodge lors de la pleine lune de fin octobre ou début novembre et qui est l'une des plus spectaculaires de ce genre en Asie du Sud-Est. Chaque ville et chaque province célèbre cette fête mais c’est à Phnom Penh qu’elle est la plus importante. Les festivités durent trois jours et trois nuits. Elles sont dominées par une série de courses de bateaux qui commémorent une victoire navale remportée au douzième siècle par le roi Jayavarman VII.
La population de Phnom Penh double presque durant ce festival car les provinciaux convergent vers la capitale. C’est plus d’un million de Khmers qui se rassemblent le long des rives ; les chambres à bas coût s’arrachent comme des petits pains. Dans un pays rural comme le Cambodge, ces courses sont une bonne occasion pour plusieurs centaines de milliers de personnes de venir dans la grande ville encourager l’équipe de leur village ou de leur district. C’est l’opposé de Chaul Chhnam, l’autre grande fête annuelle, où pour le nouvel an khmer, Phnom Penh se vide de ses habitants qui retournent dans leurs villages d’origine.

## Histoire
Om Touk trouve son origine au temps où les rois angkoriens voulaient éprouver l’habileté au combat de leurs guerriers en organisant des compétitions. Les courses étaient une forme d’entrainement et un moyen de détecter de futurs champions. Les sculptures des temples du Bayon et de Banteay Chmar montrent de nombreuses batailles navales. On peut comparer ces épreuves aux joutes nautiques de l’Europe médiévale.
Les réjouissances correspondent aussi au changement de sens des flots de la rivière Tonle Sap : elles sont une façon de remercier le Mékong de déverser ses limons fertiles sur le pays et de le fournir en abondance en poisson. C’est à ce moment que la rivière retourne à son cours normal vers la mer. À cause d’un phénomène étonnant, la rivière Tonle Sap inverse son cours durant les moussons pour se déverser dans le lac du même nom. Ensuite, alors que la saison des pluies touche à sa fin, la rivière retrouve son cours initial et le lac se déverse à nouveau dans le Mékong, laissant de fortes quantités de poissons prisonniers de la vase. On raconte que l’eau se retire si rapidement qu’il suffit alors de se baisser pour faire une pêche miraculeuse ; certains disent même qu’on peut trouver des poissons accrochés aux arbres !
D’un point de vue spirituel, le festival offre l’opportunité de remercier le Bouddha pour les récoltes de riz et de lui demander de fournir suffisamment de pluie pour celles de l’année suivante.
Il peut y avoir plus de 400 bateaux dragons pittoresques qui concourent sur le Tonle Sap. Il y a beaucoup d’exaltation et d’enthousiasme dans la foule et une  atmosphère de carnaval règne dans les rues. 
Les bateaux sont longs et remarquablement peints. Certains dépassent les 30 mètres et les 80 rameurs. Les compétiteurs sont habillés avec des maillots de couleurs vives et des shorts portant le logo de leur commanditaire.  Souvent, une dame costumée trône à la proue pour rajouter une touche de glamour à l’évènement.
Beaucoup de dirigeants ont leur propre bateau qui concourt. C’est pour eux un moyen de montrer leur proximité avec le peuple.
La plupart des embarcations sont entreposées dans les Wat (monastères bouddhistes) car ce sont les seuls endroits où on peut trouver des terrains plats suffisamment grands pour y laisser des bateaux aussi longs.
Les courses se déroulent deux par deux sur un kilomètre de long au milieu de la rivière et on peut clairement entendre le bruit des pagaies et les cris de l’équipage quand ils passent. Les scènes sur la rive sont les plus pittoresques avec l’échauffement des futurs concurrents et le retour des équipages fatigués par leur course.
D’une certaine manière, l’ambiance de fête qui entoure les courses est plus exaltante que les compétitions proprement dites. La foule peut être stupéfiante et la plupart des routes sont vides de tout trafic automobile. En fin de journée, le quai Sisowath grouille de monde.
Plus la compétition avance, plus, à mesure que leur équipe favorite approche du tableau final, les spectateurs s’animent. Les cris des équipages sont couverts par les clameurs de la foule et les chances d’atteindre les rives du quai Sisowath sont proches du néant.

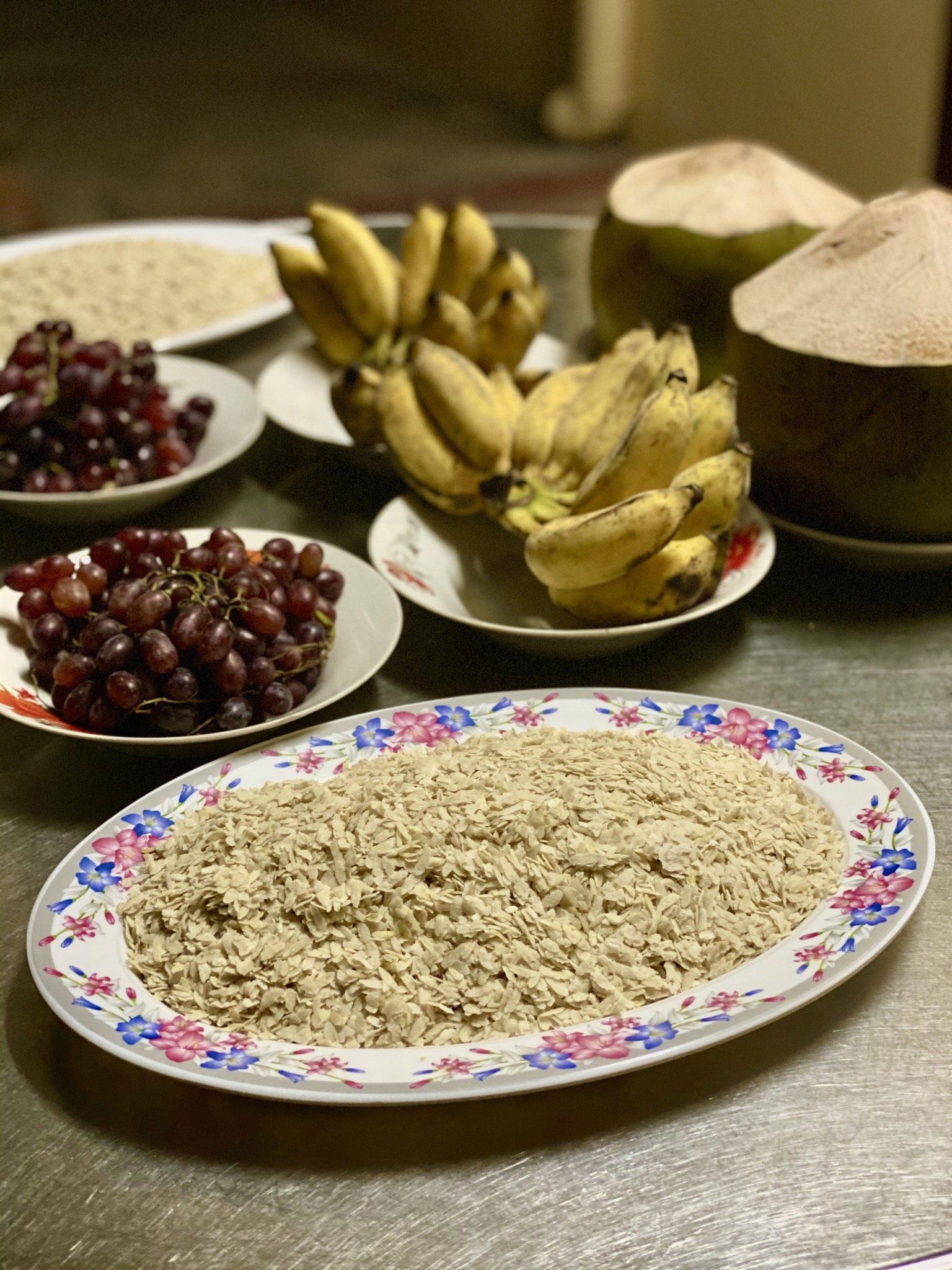
Mets traditionnel "Ok Ambok" (ou "Ak Ambok), servi lors de la célébration de la fête "Om Touk"(Photo prise le 11 novembre 2019).

Les courses se terminent par une remise des prix et des discours.  Alors que la lune monte dans le ciel de la capitale, la rivière s’embrase de feux d’artifice et d’une procession d’embarcations illuminées dont la fameuse barge royale ornée des portraits du roi et de la reine. Les festivités continuent toute la nuit agrémentée de karaoké discos, de pistes de danse improvisées et de groupes de musique traditionnelle.

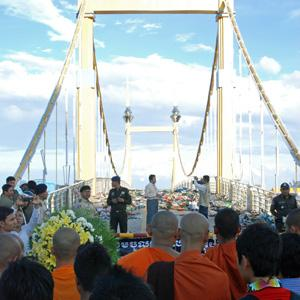
Cérémonie bouddhiste le 23 novembre 2010, en mémoire des victimes de la veille.

Il arrive aussi que cette ferveur conduise à des excès dont le plus dramatique fut très certainement celui du 22 novembre 2010, où une gigantesque bousculade sur un pont de Phnom Penh, causa la mort d'environ 350 personnes.
Om Touk est également l'occasion de vendre et de servir l’Ok Ambok (ou "Ak Ambok"), un plat composé de riz nouveau frit dans sa cosse, décortiqué et écrasé avec un pilon géant, puis mixé avec des noix de coco et des bananes.
Le nom d'Ok Ambok est également le nom d’une cérémonie religieuse qui se déroule le soir du deuxième jour de fête et qui est organisée dans toutes les pagodes du pays pour souhaiter bonheur et prospérité à tous les Cambodgiens.
Les principales courses se terminent à Phnom Penh le dimanche, mais les épreuves continuent dans les provinces, quand les embarcations retournent dans leurs villages d’origine et que leurs équipages s’affrontent pour une suprématie locale.

## Siem Reap
Siem Reap a sa propre fête des eaux aux mêmes dates. C’est un évènement moins important mais qui attire tout de même des dizaines de milliers de Khmers pour les courses de bateaux. Comme à Phnom Penh, les quais accueillent durant la nuit de splendides illuminations clôturées par un spectaculaire feu d’artifice. Toutefois, leur principal intérêt réside dans le fait que ces joutes se déroulent avec les temples d’Angkor en toile de fond.

### Sources
- (en) Peace of Angkor
- (en) Parish without borders
- (fr) Dépêche de l'Agence Kampuchea Press du 26 novembre 2004